# Canton de Saint-Fargeau
Pour les articles homonymes, voir Saint-Fargeau.
 (septembre 2020).
Le canton de Saint-Fargeau était une division administrative française du département de l'Yonne.

## Composition
| Nom                       | Code Insee | Intercommunalité       | Superficie (km2) | Population (dernière pop. légale) | Densité (hab./km2) |
| ------------------------- | ---------- | ---------------------- | ---------------- | --------------------------------- | ------------------ |
| Saint-Fargeau (chef-lieu) | 89344      | CC de Puisaye-Forterre | 67,20            | 1 648 (2014)                      | 25                 |
| Lavau                     | 89220      | CC de Puisaye-Forterre | 55,06            | 482 (2014)                        | 8,8                |
| Mézilles                  | 89254      | CC de Puisaye-Forterre | 52,42            | 589 (2014)                        | 11                 |
| Ronchères                 | 89325      | CC de Puisaye-Forterre | 11,33            | 100 (2014)                        | 8,8                |
| Saint-Martin-des-Champs   | 89352      | CC de Puisaye-Forterre | 34,22            | 302 (2014)                        | 8,8                |

## Représentation

### conseillers généraux de 1833 à 2015
- De 1840 à 1848, les cantons de Bléneau et de Saint-Fargeau avaient le même conseiller général[1].

| Période               | Identité                                   | Parti           | Qualité |
| --------------------- | ------------------------------------------ | --------------- | --- |
| 1833-1836             | Louis Michel Lacour-Epoigny                |                 | Notaire, juge de paix à Saint-Fargeau (Yonne)                                                                           |
| 1836-1852             | Louis Frémy                                | Droite          | Propriétaire, maire de Saint-Fargeau (Yonne), conseiller d'arrondissement Représentant du peuple (1849-1851, 1865-1869) |
| 1852-1861 (décès)     | Jacques Germain Bourgoin-Dugas (1782-1861) |                 | Propriétaire, maire de Mézilles, ancien conseiller d'arrondissement                                                     |
| 1861-1871             | Louis-Henri Dhumez                         |                 | Maire de Ronchères |
| 1871-1896 (décès)     | Alexandre Dethou                           | Gauche radicale | Colonel de la 5e Légion de l'Yonne Député (1876-1892) Sénateur (1892-1896) Maire de Bléneau (1848-1850)                 |
| 1896-1900 (démission) | Paul Toutée                                |                 | Vice-Président du Tribunal civil de la Seine                                                                            |
| 1900-1913             | Léon David                                 | Rad.            | Propriétaire à Saint-Fargeau (Yonne)                                                                                    |
| 1913-1919             | Georges Joseph Toutée                      | Rad.            | Général, Propriétaire à Bléneau et à Paris Chef de cabinet du Ministre de la Guerre                                     |
| 1919-1937             | René Delacour                              |                 | Docteur-médecin à Saint-Fargeau                                                                                         |
| 1937-1938 (décès)     | Eugène Carré                               | Rad.            | Meunier à Mézilles, conseiller d'arrondissement                                                                         |
| 1938-1939             | Georges Gauthier                           | Rad.            | Magistrat Maire de Saint-Fargeau (Yonne)                                                                                |
| 1939-1940             | René Delacour                              | Rad.            | Médecin à Saint-Fargeau (Yonne)                                                                                         |
|                       |                                            |                 | |
| 1943-1945             | Maurice Féterly (1892-1953)                |                 | Couvreur Conseiller municipal de Saint-Fargeau Nommé conseiller départemental en 1943                                   |
| 1945-1949             | Georges Gauthier                           | Rad.            | Ancien maire de Saint-Fargeau (Yonne)                                                                                   |
| 1949-1966 (décès)     | Henri Bourgoin (1900-1966)                 | Soc.ind.        | Cafetier Maire de Saint-Fargeau                                                                                         |
| 1966-1982             | Simone Wattine                             | DVD             | Maire de Saint-Fargeau (Yonne) (1965-1971)                                                                              |
| 1982 - 2015           | Pierre Bordier                             | DL puis UMP     | Vétérinaire Sénateur (2004-2014) Maire de Saint-Fargeau (Yonne) de 1983 à 2008                                          |

### Conseillers d'arrondissement (de 1833 à 1940)
Le canton de Saint-Fargeau appartenait à l'arrondissement de Joigny jusqu'à sa disparition en 1926.
| Période                                  | Période      | Identité                            | Étiquette      | Qualité |
| ---------------------------------------- | ------------ | ----------------------------------- | -------------- | --- |
| 1833                                     | 1836         | Louis Frémy                         |                | Auditeur au Conseil d'État, maire de Saint-Fargeau                                                          |
| 1836                                     | 1842         | Jacques Germain Bourgoin-Dugas      |                | Maire de Mézilles                                                                                           |
| 1842                                     | 1864 (décès) | Désiré Lavollée (1794-1864)         |                | Propriétaire, maire de Mézilles                                                                             |
| 1864                                     | 1870         | Alexandre Raymond Givry (1815-1870) |                | Propriétaire à Saint-Fargeau                                                                                |
| 1870                                     | 1886         | Jean-Baptiste Romain Toutée         |                | Banquier, Saint-Fargeau                                                                                     |
| 1886                                     | 1892         | François Eugène Arrault             |                | Propriétaire, maire de Mézilles                                                                             |
| 1892                                     | 1901         | Léon David                          | Radical        | Propriétaire, maire de Saint-Fargeau                                                                        |
| 1901                                     | 1919 (décès) | Célestin Prot (1840-1919)           |                | Capitaine retraité, propriétaire à Mézilles                                                                 |
| 1919                                     | 1929         | Eugène Crumière                     |                | Meunier à Mézilles                                                                                          |
| 1929                                     | 1934         | Gaston Roulet (1885-1962)           | SFIO puis PSdF | Maire de Mézilles (1929-1945)                                                                               |
| 1934                                     | 1937         | Eugène Carré                        | Rad.           | Meunier à Mézilles                                                                                          |
| 1937                                     | 1940         | Émile Petitjean                     | FP SFIO        | Industriel à Paris, conseiller municipal de Saint-Fargeau                                                   |
| Les données manquantes sont à compléter. |              |                                     |                | |
| 1940                                     |              |                                     |                | Les conseils d'arrondissement ont été suspendus par la loi du 12 octobre 1940 et n'ont jamais été réactivés |

## Démographie
| 1962  | 1968  | 1975  | 1982  | 1990  | 1999  | 2006  | 2011  | 2012  |
| ----- | ----- | ----- | ----- | ----- | ----- | ----- | ----- | ----- |
| 3 725 | 3 616 | 3 293 | 3 205 | 3 072 | 3 188 | 3 116 | 3 267 | 3 218 |